# سیارک ۱۲۳۳
سیارک ۱۲۳۳ (به انگلیسی: 1233 Kobresia، نامگذاری:1931TG2) هزار و دویست و سی و سومین سیارک کشف شده‌است که در ۱۰ اکتبر ۱۹۳۱ و در هایدلبرگ کشف شد.
قدر مطلق سیارک برابر ۱۱٫۳۰ است.